# Творычув
Творычув (пол. Tworyczów) — деревня в Замойском повете Люблинского воеводства Польши. Входит в состав гмины Сулув. Находится примерно в 25 км к западу от центра города Замосць. По данным переписи 2011 года, в деревне проживало 578 человек.
В 1975—1998 годах деревня входила в состав Замойского воеводства.

## Население
Демографическая структура по состоянию на 31 марта 2011 года:
|         | Всего | До трудоспособного возраста | Трудоспособного возраста | Старше трудоспособного возраста |
| ------- | ----- | --------------------------- | ------------------------ | ------------------------------- |
| Мужчины | 279   | 62                          | 169                      | 48                              |
| Женщины | 299   | 59                          | 147                      | 93                              |
| Всего   | 578   | 121                         | 316                      | 141                             |